# Neocaridina ketagalan
Neocaridina ketagalan is een garnalensoort uit de familie van de Atyidae. De wetenschappelijke naam van de soort is voor het eerst geldig gepubliceerd in 2007 door Shih & Cai.